# AN/APG-77

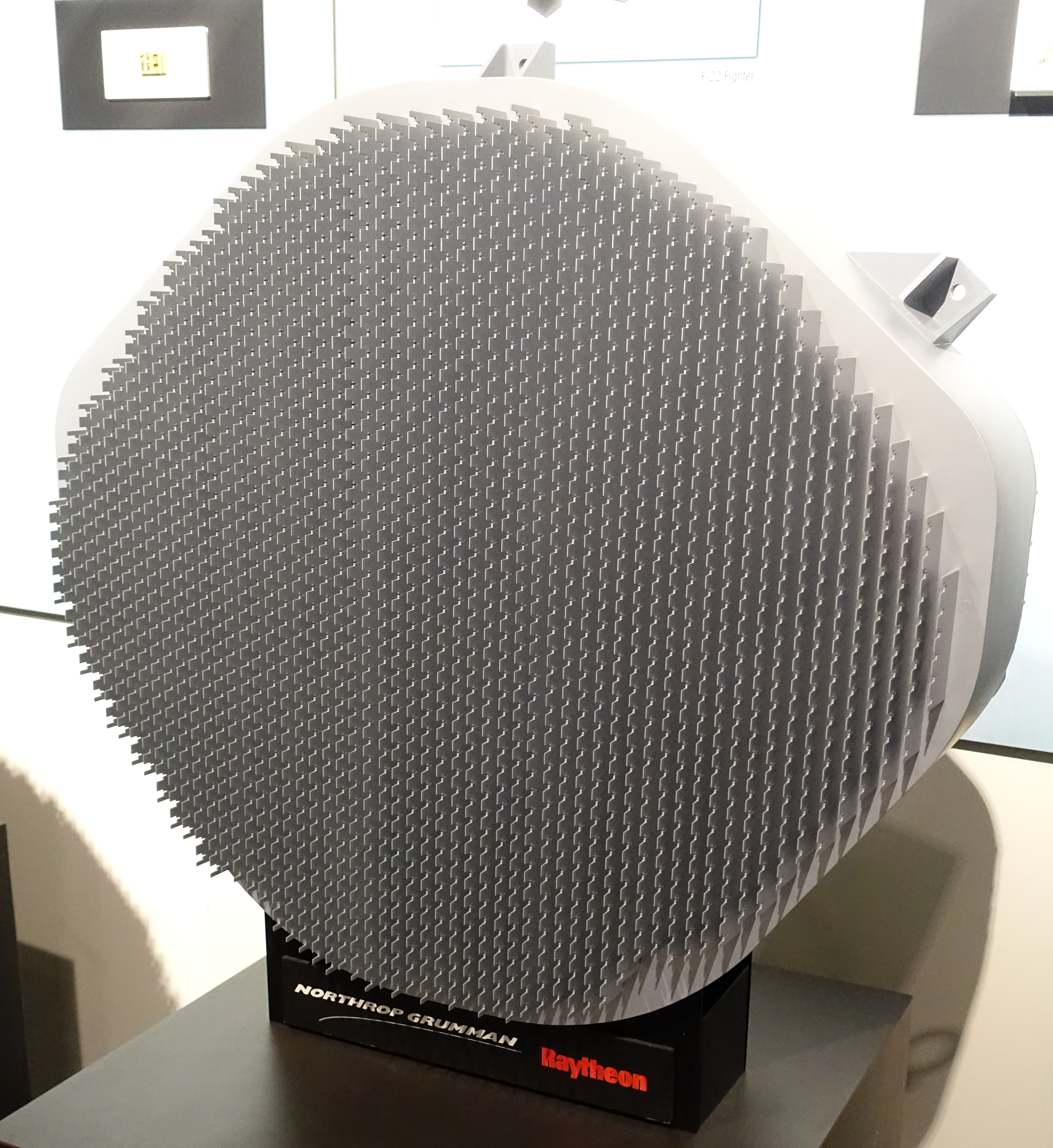
Un AN/APG-77 au National Electronics Museum.

L'AN/APG-77 est un radar à antenne active multifonction installé sur l'avion de combat américain F-22 Raptor. Le radar est fabriqué par Northrop Grumman depuis 2001.

## Caractéristiques
Placé dans le nez de l’avion, et fonctionnant avec la technologie du réseau de phase. Développé pour répondre aux exigences des phases d’attaque, il dispose d’un système de verrouillage à longue portée ainsi qu’un lecteur optique permettant de suivre des cibles multiples en toutes conditions météorologiques.
Le AN/APG-77 est composé de 1 956 modules receveur/transmetteur changeant de fréquence plus de 1 000 fois par seconde de façon à réduire les chances que ses émissions soient interceptées,. Sa portée est estimée supérieure à 350 km. En 2007, des essais réalisés par Northrop Grumman, Lockheed Martin et L-3 Communications ont par ailleurs démontré la capacité du radar à agir comme un Wi-Fi, transmettant des données à une vitesse de 548 mégabits par seconde et recevant à 1 gigabit par seconde. Cette performance est d’ailleurs bien supérieure au système Liaison 16 généralement utilisé par l’OTAN, qui transfère des données à 1 mégabit par seconde.
Les informations reçues et émises par le radar et les différents capteurs sont traitées par deux processeurs Raytheon, dénommés Common Integrated Processor (CIP). Chaque CIP peut procéder à 10,5 milliards d’opérations par seconde et dispose de 300 mégaoctets d’espace mémoire. L’avionique du F-22 représente par ailleurs 1,7 million de lignes de code informatique, écrites pour la plupart dans le langage de programmation Ada ; l’essentiel de ce code concerne d’ailleurs le traitement des données en provenance des radars. Selon le secrétaire de l’USAF Michael Wynne, le développement en langage Ada explique une partie des dépassements de budgets et des retards de planifications dans le projet.
Les capacités de détection de F-22 sont plutôt uniques pour un aéronef de cette taille et de ce type. Il offre des fonctions proches de celles d’un AWACS même si son radar est moins puissant[réf. nécessaire] ; il lui arrive pourtant d’agir plus rapidement. Le pilote du F-22 est également en mesure de verrouiller une cible pour les avions de chasse F-15 et F-16 en formation avec lui,. Le radar peut enfin assurer le rôle de relais à haut débit entre différentes unités grâce à la faible probabilité d’interceptions de ses émissions.